# Сергієвка (Моргауський район)
Сергі́євка (рос. Сергеевка, чув. Хачăк Сали) — присілок у Чувашії Російської Федерації, у складі Москакасинського сільського поселення Моргауського району.
Населення — 21 особа (2010; 26 в 2002, 60 в 1979; 123 в 1939, 170 в 1926, 127 в 1897, 60 в 1858, 95 в 1795). Національний склад — чуваші, росіяни.

## Історія
Історична назва — Мурзакова. Заснований 1759 року поміщиком І. Я. Сергієвим, який переселив сюди селян із присілку Пущино Кокшайського повіту. До 1861 року селяни мали статус поміщицьких, займались землеробством, тваринництвом, виробництвом борошна. 1908 року відкрито школу Міністерства народної просвіти. На початку 20 століття діяло 2 вітряки. 1929 року утворено колгосп «Передовик». До 1920 року присілок перебував у складі Татаркасинської волості Козьмодемьянського, а до 1927 року — Чебоксарського повіту. 1927 року присілок переданий до складу Татаркасинського району, 1939 року — до складу Сундирського, 1962 року — до складу Чебоксарського, 1964 року — до складу Моргауського району.